# Plaça de Pontejos
La plaça de Pontejos (denominada també com a plaça del marquès vidu de Pontejos) és una plaça situada al centre de Madrid, prop de la Puerta del Sol (comunicada mitjançant la carrer del Correo). Aquesta plaça existeix des de 1841 quan es produeix l'enderrocament del Claustre de San Felipe. Quedant delimitada per la Real Casa de Postas.

## Història

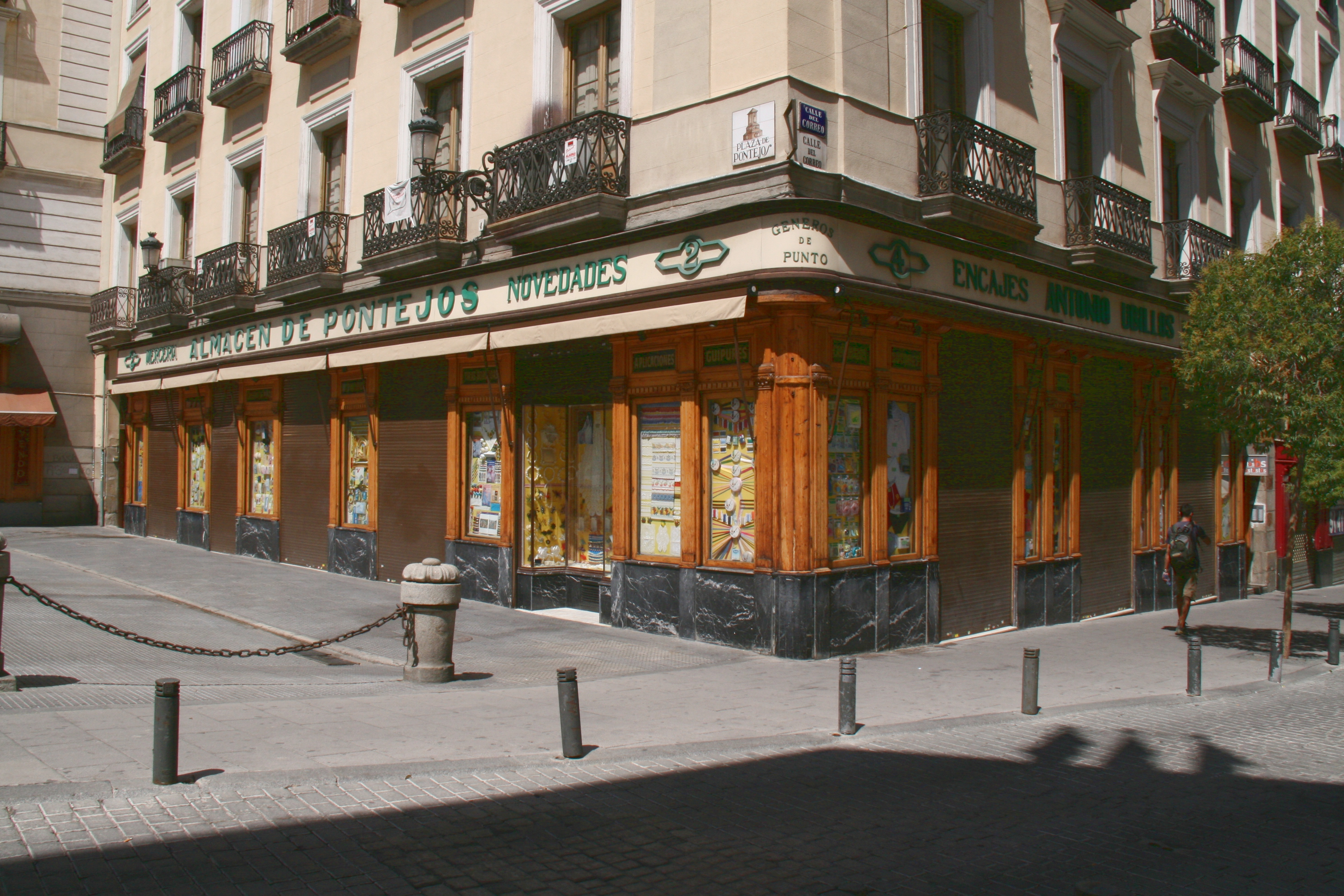
Els magatzems per a la venda de botons i suplements ha estat des de començaments del segle XX una activitat important.

L'adveniment de la desamortització de Mendizabal fa que el Convent de San Felipe el Real es derroqui, deixant el Claustre i el Pati d'aquest edifici intactes. Finalment en 1841 aquests dos espais són derruïts obrint un espai que acaba sent la plaça Pontejos. Es va construir la Casa Cordero i va quedar la plaça formada. En 1849 es va col·locar la font amb el bust del marquès de Pontejos, aquesta font va tenir anteriorment funcions de pilón en la Puerta del Sol i proveïment d'aigua a gairebé una centena d'aiguaders (procedent del viatge de l'Alto Abroñigal).Durant el període de la Segona República es va instal·lar la caserna de la Guàrdia d'Assalt, situat a esquena de l'edifici de la Ministeri de la Governació. Ja a mitjan segle XX es converteix la Plaça en un lloc de venda de bijuteria.